# Transporte público regular de Lima y Callao
El transporte público regular en Lima y Callao comprende al servicio de movilidad urbana colectiva brindado por empresas concesionarias que, de forma autofinanciada, operan diversas rutas en el área metropolitana de Lima haciendo uso de combis, microbuses y buses. Desde 2019, su administración y regulación está a cargo de la Autoridad de Transporte Urbano para Lima y Callao (ATU).
El sistema se rige a partir de autorizaciones concedidas a empresas de transporte, que en muchos casos subarriendan las rutas a los dueños de las unidades y estos, a los choferes y cobradores de las unidades de transporte, conformando el denominado sistema comisionista-afiliador.

## Contexto

### Etimología de «micro»
La palabra micro se usa en el español costeño peruano como una abreviatura de microbús (minibús). Mientras que los buses se conocen como «micros», los más pequeños se conocen como combis. Pero generalmente a combis, custer (variación de la anterior) o buses se les conoce como micro.

### Estadísticas
La gran mayoría de ciudadanos (75%) de Lima y Callao utiliza el transporte público para desplazarse. Según un informe, la cantidad promedio de tiempo que las personas pasan viajando en transporte público en Lima, por ejemplo, hacia y desde el trabajo, en un día laborable es de 30 a 60 minutos. El 25% de los usuarios de transporte público, viajan durante más de 2 horas todos los días. La cantidad promedio de tiempo que las personas esperan en una "parada" o estación (en el caso del Metropolitano) para el transporte público es de 14 minutos, mientras que el 19% de los pasajeros esperan más de 20 minutos en promedio todos los días. La distancia media que las personas suelen recorrer en un solo viaje en transporte público es de 8,1 km, mientras que el 17 % viaja durante más de 12 km en una sola dirección.[cita requerida]

### Popularidad
Los micros transitan a lo largo de todas las principales arterias de la ciudad. Generalmente en sus parabrisas pegan pegatinas que dicen, por ejemplo, "Angamos" o "Wiesse", lo que indica que la unidad recorre toda o gran parte de las respectivas avenidas, en este caso, la Avenida Angamos o la Avenida Fernando Wiesse. También, en dichas pegatinas, aparecen los destinos, avenidas o sitios principales donde pasa la ruta. Generalmente el sistema de las rutas es el chofer y cobrador o chofer-cobrador (en una sola persona). La curiosa forma de llamar pasajeros o "llamar gente" es que el cobrador baja de la unidad y comienza a gritar los lugares o avenidas que la ruta va a recorrer. En el sistema chofer-cobrador (uno solo) se coloca con anticipación en los parabrisas de las unidades o en los paneles electrónicos, los lugares donde recorre la ruta. Con eso hacen que los pasajeros suban a las unidades. En ciertos paraderos, hay personas con el oficio de "dateros". Estos controlan la frecuencia o la diferencia de tiempos entre unidades y rutas, a cambio de una propina por parte de los cobradores de buses. 
De acuerdo con Daniel Tucto, aficionado al transporte público, ciertas rutas que recorren las zonas o distritos lejanos de la ciudad, como Santa Rosa, tiene mucha demanda, porque no existe una gran oferta de transporte por la zona, sumado a la falta de control y supervisión de rutas.

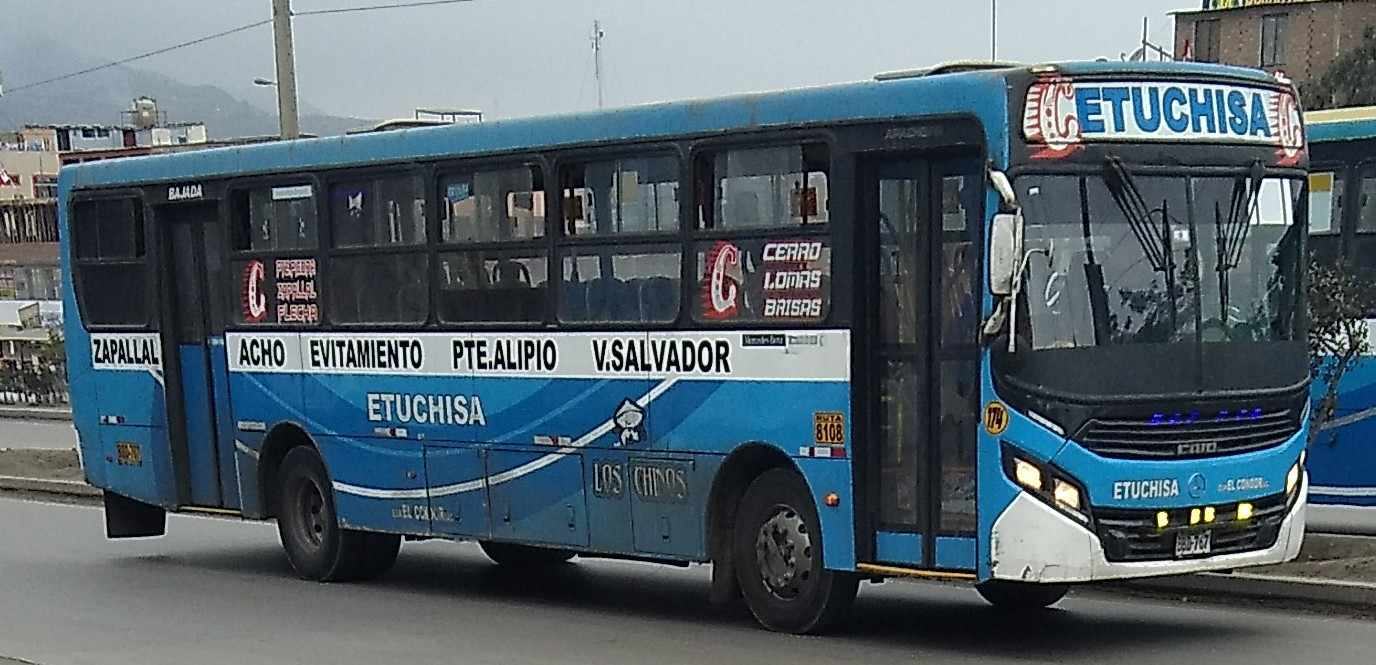
Bus de la ruta 8108 de la empresa Los Chinos, más conocida por su acrónimo ETUCHISA, empresa que ha estado envuelta en numerosos casos de accidentes de tránsito al paso de los años.

### Imprudencia
Las unidades de transporte no solo son conocidos por ser muy baratos y convenientes, sino también por ser bastante arriesgados e imprudentes. Generalmente, estas unidades circulan imprudentemente a velocidades altas (a veces, en carreteras, como en la Carretera Panamericana, a más de 100 km/h, o en zonas urbanas, a casi 80 km/h), acelerando con frecuencia antes de que sus pasajeros hayan metido ambos pies en el vehículo. Por ejemplo, el tramo de la UPC - Avenida Angamos - Avenida Del Ejército - Avenida Salaverry - Plaza Jorge Chávez, se demora en 1 hora y media, aproximadamente con el tráfico normal. Pero ciertas unidades de las rutas que cubren ese trayecto, como la ruta 1701, hacen ese trayecto en menos de una hora, circulando a grandes velocidades. Estas imprudencias han hecho perder la vida a muchas personas. Generalmente estos accidentes de tránsito son cometidos por la mayoría de las veces por las rutas que son apodadas como "los chinos" (rutas 1801, 1802, 8108, 8110 y 8111), "los chosicanos" (rutas 4501, 4505, 4506, 4507, 5401, OM75 y NH108), "los huaycaneros" (rutas 4502, 4504, 4619 e IO80B), "los manchaínos" (rutas 3802. 3803. 3804, 8602, IO57B, OM57 e IM44) y "los anconeros" (rutas 1607, 1608, 1701, 1804, 8109, 9601, 9602, IO47 e IM34B).

### Informalidad y piratería
Lima cuenta con un alto porcentaje de transporte informal que es inseguro, contaminante, sin tarifa plana y poco accesible. La causa de la prosperidad de la piratería son que las unidades informales son de muchos años de antigüedad, no aptas para ser aceptadas en una empresa de transporte público formal, la falta de demanda en ciertos puntos de la ciudad o que el trayecto a recorrer es rentable. Esto pone el riesgo a la población de accidentes de tránsito, seguridad y tráfico en las pistas. Aparte de ello, las unidades no tienen mantenimiento y están en pobres condiciones. Otros, para evadir a la autoridad, pintan sus unidades con los colores de rutas autorizadas, para evitar a los fiscalizadores de la ATU y ciertos conductores son indocumentados, generalmente extranjeros, u otros sin licencia de conducir o circulación que no respetan las normas de tránsito.
En un oficio dirigido a María Jara, presidenta ejecutiva de la ATU, la congresista Norma Yarrow expresó su preocupación sobre el transporte informal.
La población viene siendo afectada por el caótico tráfico y el deficiente sistema de transporte, evidenciándose que no se respetan las señales de tránsito y los paraderos establecidos, asimismo se han incrementado el transporte informal y los taxis colectivos, lo cual pone en riesgo la seguridad de las personas, todo lo cual impide tener un tráfico más fluido y ordenado.
A continuación, está la delincuencia. El Comercio señaló que en 2019 se llevó a cabo la práctica de marcaje en rutas no formalizadas, lo que dio inicio a las operaciones de las organizaciones delictivas en el sector del transporte. David Mujica Castillo, portavoz de los gremios de este sector en ambas ciudades, indicó en 2024 que el 40 % de las empresas de transporte público de Lima y Callao pagan cupos a extorsionadores. Cabe destacar que en 2024 se desarrolló una crisis sin precedentes en el sector del transporte debido al crecimiento de las actividades delictivas en Lima y Callao.

#### Recorridos informales
Actualmente hay muchos recorridos informales de transporte público. Las unidades que conforman algunas de estas rutas, son desligadas de otras rutas o de ex rutas REZNA, que algunas fueron canceladas. Las principales son los siguientes:
- Villa el Salvador - Vía de Evitamiento - Puente Piedra.[24][25]
- Acho / Zárate - Huachipa - Santa Clara.[26]
- José Gálvez - Chepén - Lurín Km.40 / Punta Hermosa.
- Carabayllo - Universitaria - Plaza San Miguel.
- Chorrillos - Guardia Civil - Puente Alipio / C.T. / San Juan / Ciudad
- El Agustino - Cementerio - Lorente -  Barrios Altos - Plaza Italia[17]
- Jicamarca / Mariátegui - Wiesse / Las Flores - Abancay / La Parada (Gamarra)[27]
- Óvalo de Miraflores - Petit Thouars (ida) / Arequipa (vuelta) - Parque de La Exposición / Lima (solo en medianoche y madrugada)[28]
- Hospital María Auxiliadora - San Gabriel - Cerro Candelaria / Paraíso
- Ciudad de Dios / Óvalo de Nueva Esperanza - Cementerio/Vía Acomayo -  Arco Retamal - Manchay

## Historia
El primer sistema de transporte público de buses data de 1921, coincidiendo la llegada del automóvil al Perú. Estos cubrían pocos y limitados servicios, ante la popularidad de los tranvías. Las pocas líneas de transporte público de aquel entonces no tenían ninguna especie de código con el que se podría identificar, solo por el color y recorrido de las rutas. En 1927. el presidente Augusto B. Leguía monopolizó las rutas de aquel entonces a una empresa llamada Compañía Metropolitana, de capitales norteamericanos, ocasionando protestas de los transportistas en contra de dicho monopolio. En 1931, después del derrocamiento del presidente, la medida de concesión fue anulada por un Tribunal Arbitral ad hoc. Por ende, no hubo más intentos de realizar una operadora total de transporte público en la ciudad. 
Por el año 1940, se crea el Servicio Municipal de Transportes, siendo operada por la Municipalidad de Lima, no obstante, esta fue disuelta por temas administrativos. Al comenzar la migración andina a la ciudad de Lima, la situación comenzó a ser un poco caótica e informal y esto fue aprovechado para la popularización de las rutas, creando nuevas rutas y empresas para cubrirlas. También se originan los primeros colectivos o rutas informales, aprovechando la situación migratoria, competiendo con las rutas de transporte público. En 1960, la mayoría de las empresas que existían quebraron, por ende, los trabajadores de estas crearon sus propias cooperativas de transporte para tratar de administrar sus rutas asignadas inicialmente. Por ello, el Ministerio de Fomento y Obras Públicas otorga ciertos beneficios para los operadores de rutas que subsistían, pero luego de 5 años, esta medida fue anulada.
En 1965, la Municipalidad de Lima crea la Administradora Paramunicipal de Transporte de Lima (APTL), por el entonces alcalde Luis Bedoya Reyes, para atender a los usuarios que fueron afectados por el quiebre de las empresas de transporte. Este comenzó a funcionar con 265 buses alemanes Büssing Senator, cubriendo las rutas del fenecido Servicio Municipal de Transportes; además creando nuevas rutas, según el crecimiento de la capital. Paralelamente se creó una empresa organizada por las municipalidades de los distritos de Comas y el Rímac, abreviada SPTC que cubrían ciertas rutas de la capital con una flota de 122 buses españoles Pegaso 5022 de carrocerías Seida y Hugas, sin embargo, por su ineficacia, desaparecieron en su totalidad, alrededor de 1973. A fines de la década de los 60´, se comenzó a reordenar el transporte limeño, realizándose la primera reforma de transporte en Lima, estando a cargo de la Municipalidad Metropolitana de Lima. Esta entidad creó y autorizó una especie de término para referirse a estas rutas: los Comités de Microbuses, e importó Microbuses italianos marca OM con carrocerías Borsani, que luego en inicios de los 70 fueron consolidados sobre todo con microbuses Dodge D300 carrozados en su mayoría por Moraveco. Posteriormente a fines de la década de los 70´, se formalizarían las Líneas y Rutas de Microbuses.
En 1975 aparece Transportes Lima Metropolitana Empresa de Propiedad Social (TLMEPS) y sus rutas que eran originalmente de las antiguas Cooperativas de Transporte que se fusionaron para este proyecto, ingresando con 285 buses Volvo con carrocerías Thomas, hecho que hace que las rutas de la APTL desaparezcan poco a poco, debido a la superposición de sus rutas, las nuevas y modernas unidades que poseía TLMEPS y ciertos imprevistos sobre la falta de los repuestos para sus unidades. En ese mismo año se crea la Empresa Nacional del Transporte Urbano del Perú (Enatru Perú S.A.), como empresa del Estado y competidor de las rutas tradicionales privadas por la Ley N° 21513, y, durante el segundo gobierno de Fernando Belaúnde Terry en 1981, adquiere gran carácter nacional. Sus modelos de buses fueron Volvo modelo Enatru 80 carrozados por las empresas Camena y Moraveco, ensamblados en Perú, Volvo Marcopolo (diseño San Remo), desde Brasil, y, entre 1986 y 1988 con el primer gobierno de Alan García, llegan grandes cantidades de buses Mercedes-Benz. Esto hizo que se creen más rutas y servicios Expresos. Sin embargo, los Comités, Líneas y Rutas de Microbuses eran dominantes entre la población, motivo que desencadenó el fracaso de ENATRU poco a poco.
Debido a la gran crisis económica del gobierno y la época del terrorismo en el Perú, hace que todas las empresas estatales y privadas resulten perjudicadas, debido a la falta de presupuesto y la destrucción de unidades por terroristas. Esto hizo que varias empresas o rutas desaparecieran. Todo esto se tranquilizó con las acciones realizadas por el gobierno de Alberto Fujimori para combatir ello.
En la década de 1990, y tras la crisis y quiebra de ENATRU, se inició un proceso de liberalización total del transporte público en Lima. En julio de 1991, se promulgó el Decreto Legislativo N° 651 que promovía la libre competencia y tarifas diversas en el transporte urbano e interurbano. También se decidió facilitar los requisitos y autorizaciones, para que una persona natural o jurídica brinde el servicio de transporte público. En julio de 1992, ENATRU comienza a ser privatizado, ofreciendo las unidades a los choferes, para que los administren. En octubre del mismo año, con la Ley N° 25789, el gobierno derogó todas las disposiciones que prohibían o restringían la importación de bienes usados entre ellos los buses, camionetas rurales o combis y autos.En un principio, este hecho consiguió tener mayor oferta, así como la aumentar la cobertura de transporte que aún no había llegado a zonas periféricas de la ciudad; sin embargo, el servicio era deficiente en cuanto a estándares de seguridad y comodidad. En ese año aparecieron masivamente las combis y minibuses o custers de marcas asiáticas, siendo las primeras, convertidas para transporte de pasajeros, ya que originalmente eran utilizadas para carga. 
En noviembre de 1993, se privatizaron todas las líneas de ENATRU y se decidió realizar una nueva reforma de transporte, que estará a cargo de la autorización de rutas por parte de la Municipalidad de Lima y la del Callao. Estos asignaran una nueva nomenclatura alfanumérica de códigos para rutas que circulen en su jurisdicción, no obstante, también se creó códigos de rutas especiales, para que las rutas limeñas puedan circular sin problemas por la jurisdicción chalaca.
Durante la gestión del alcalde Alberto Andrade (1996-2003), se aprobó ciertas normas para ordenar al transporte, tratándose generalmente sobre los permisos y tipo de propiedad de las unidades de transporte. Estos tuvieron resultados limitados. En su mandato se crea la Dirección Municipal de Transporte Urbano (DMTU) y el Servicio de Taxi Metropolitano (SETAME), predecesores de la Gerencia de Transporte Urbano (2003 - 2019), hoy absorbida por el Estado.
El sistema de la Ley N° 25789 se mantuvo hasta finales de la década del 2000, donde gracias a la adquisición de vehículos fabricados a gas natural, se pudieron reemplazar antiguas unidades por buses modernos de unos 9 a 12 metros. Sin embargo, había una problemática en la antigüedad de las unidades. Lima era la ciudad iberoamericana con mayor antigüedad de flota que las demás. Las autorizaciones y rentabilidad de las rutas hacían que en calles o principales vías de la ciudad circulen decenas de rutas de transporte público, haciendo que haya más congestión vehicular y tiempo de pérdida para los usuarios.
Durante la gestión del exalcalde Luis Castañeda Lossio, se realizó una mejora considerable del transporte, pues invirtió e inauguró la Línea 1 del Metro de Lima y Callao (con apoyo estatal) y el sistema de buses BRT llamado el Metropolitano (basándose en una idea de Alberto Andrade, pues, una de las propuestas de su nueva gestión era que, si lograba postular al cargo, haría un proyecto de Corredores Segregados de Alta Capacidad (COSAC) para buses denominado Lima Bus, que serían entregados en concesión), utilizándose como vía principal el carril central de la Vía Expresa Luis Fernán Bedoya Reyes, conocida también como Avenida Paseo de La República. Además, se comenzó a realizar otra gran reforma del transporte, inspirados en los éxitos de reorganización de transporte en otras ciudades de Sudamérica, en donde se inició varios procesos en áreas de mejorar el traslado de pasajeros.
Se crean las rutas REZNA, por la Ordenanza Nro. 1599Estos son un conjunto de rutas de transporte público que circulaban por zonas periféricas de la ciudad. Estas no tenían que tener más de 10 kilómetros de recorrido. Esta ordenanza implementó más cosas relativas al nuevo Sistema Integrado de Transporte de Lima y Callao (SIT)y nuevas disposiciones para las rutas y sus operadores,además de sanciones para los que no se adecúen a estas nuevas normas.
Hubo una nueva reforma, realizada en el 2014, tuvo como objetivo crear un nuevo Sistema Integrado de Transporte (SIT), siendo aprobada por la Ordenanza Nro. 1613, ordenando el transporte, reducir la cantidad de accidentes fatales producidas por las unidades, aprobando ordenanzas y proyectando Corredores complementarios y sus fases de licitación, tener una tarifa única, cómoda e integrada, el cambio total de los códigos de rutas de alfanuméricos a solo numéricos, la eliminación del permiso a rutas que no cumplían con los nuevos requisitos, reducir la contaminación ambiental, entre otras nuevas cosas. Esto tuvo cierta incertidumbre, debido a que las empresas elegidas no tenían un exacto conocimiento si continuarán sus operaciones el próximo año.
Las medidas adoptadas tuvieron mucha controversia entre las empresas y la población. En 2014, la entonces alcaldesa Susana Villarán implementó el nuevo sistema de transporte de los Corredores Complementarios, en 2 principales arterias de la ciudad: el Corredor Azul-TGA (Tacna - Garcilaso - Arequipa) y el Corredor Rojo-JPLM (Javier Prado - La Marina). La mayoría de estos servicios tuvo repudio de la población, pues la implementación de estos Corredores hizo que se recorten rutas de transporte público convencional, haciendo que los usuarios estén "obligados" a trasladarse en este sistema, perjudicándolos, debido a la tarifa única elevada y la implementación de paraderos establecidos, algo que las rutas convencionales no adoptaban. Los concesionarios de estos corredores absorbieron muchos buses de las rutas que se superponían a estos, a cambio que las empresas dueñas de esta flota no fuesen recortadas radicalmente en sus recorridos. En 2018, se crea la Autoridad de Transporte Urbano para Lima y Callao. A pesar de ello, no se realizó un correcto Sistema Integrado de Transporte (SIT), siendo Lima una de las capitales sin un sistema SIT en Sudamérica.

### Buses Patrón

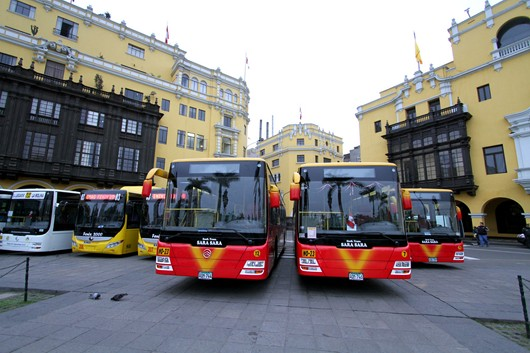
Buses Patrón en su presentación oficial en la Plaza Mayor de Lima, en 2011.

En el 2011 se implementó el servicio del Bus Patrón, un estándar de autobuses que debían adoptar todas las empresas de transporte en Lima Metropolitana. Estos buses tienen un mayor tamaño y espacio, y eco-amigable. Se proyectó que los buses de este sistema serían minibuses de 9 metros, buses de 12 y 14 metros y buses articulados, de 18 y 24 metros de largo. Todas estas unidades serían a gas natural vehicular (GNV), con normativa Euro 4 sobre emisiones, con funcionamiento a gas o a diésel o gasóleo.
Sumado a ello se iniciaron a mediados del 2014, los corredores complementarios de buses, con el fin de reducir rutas y mejorar el tránsito vehicular. Sin embargo, estos buses son beneficiosos, pero muy costosos, con un precio aproximado de 180 mil dólares por cada bus, algo que los transportistas rechazaron, realizándose un paro total de 24 horas. Estos comenzaron a circular en la flota del Corredor Azul.

### Buses Patrón Eléctrico
En 2021, la Autoridad de Transporte Urbano para Lima y Callao (ATU), aprobó un proyecto de Estándar de Bus Patrón Eléctrico (BPE), cuyo objetivo es establecer las especificaciones técnicas mínimas que permitan promover la incorporación de vehículos de transporte público con última tecnología amigable con el medio ambiente, mediante la Resolución Directoral N.° 002-2021-ATU/DIR.

## Flota

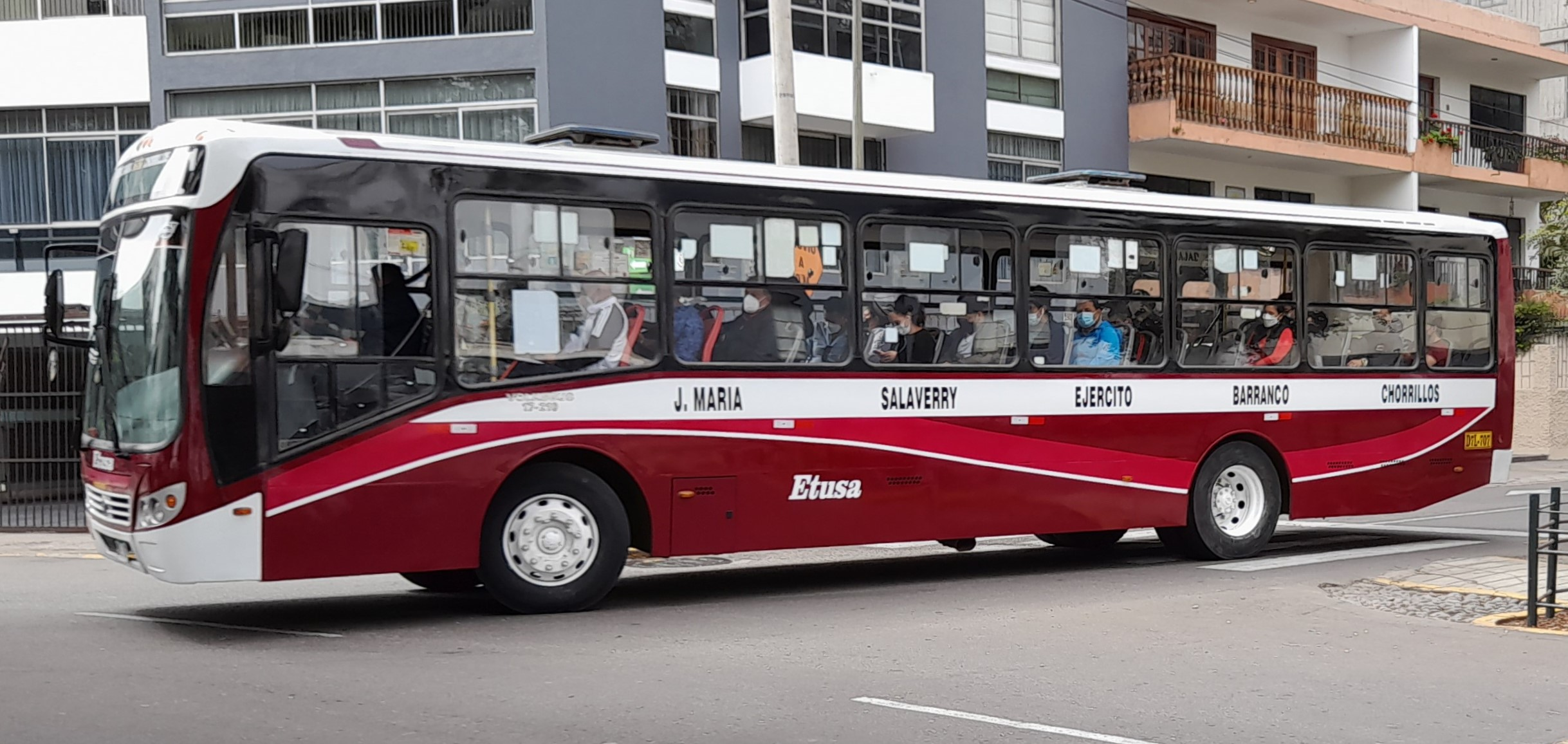
Modasa Titán Urbano Volksbus 17-210 OD de la ruta 7501 en la Plaza Centroamérica, en el distrito de Miraflores.

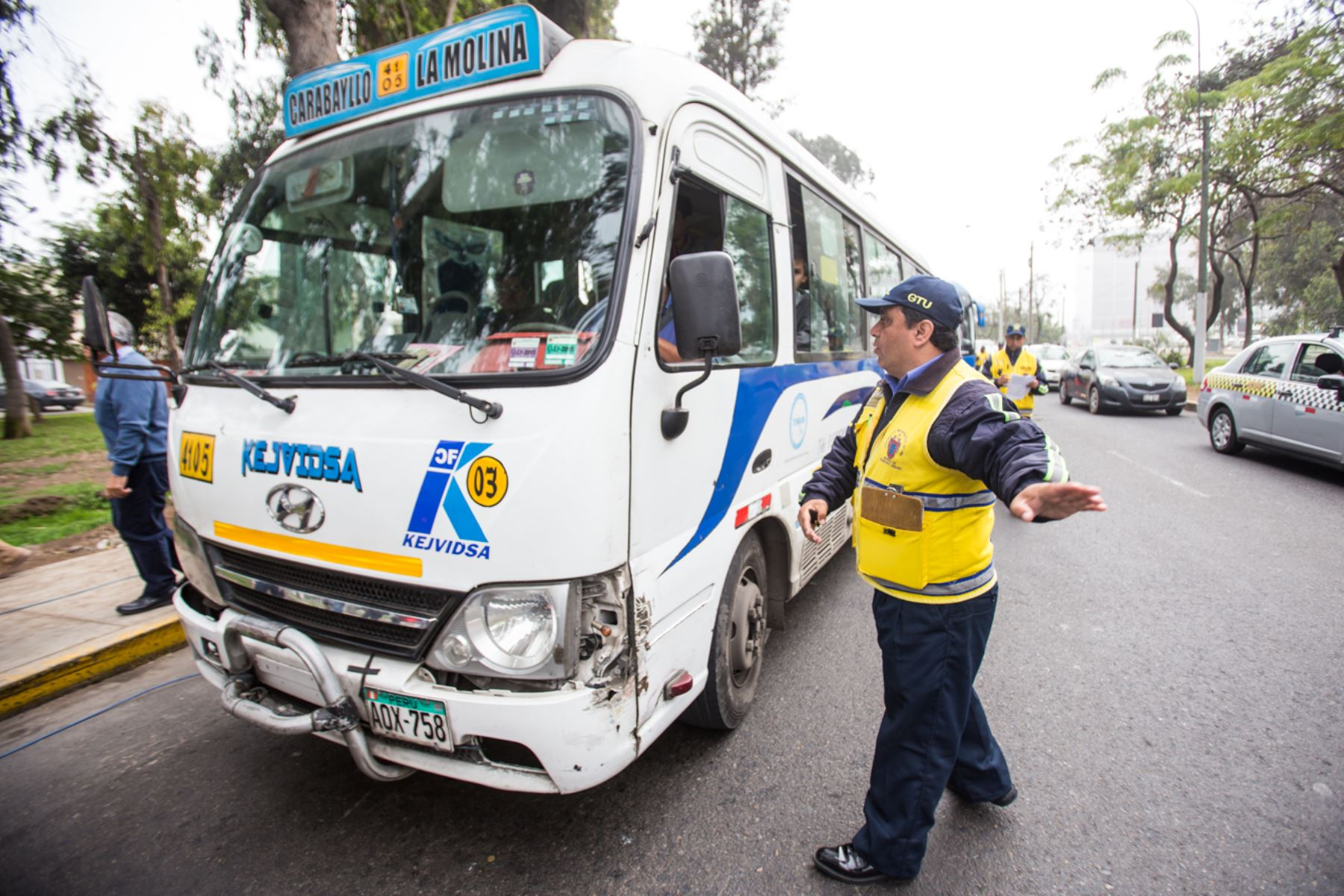
Un Hyundai County de la ruta 4105 (actualmente desaparecida, ya que en su reemplazo se establecieron los buses del Corredor Rojo) siendo intervenida en un operativo (de la entonces GTU) en la Avenida Javier Prado.

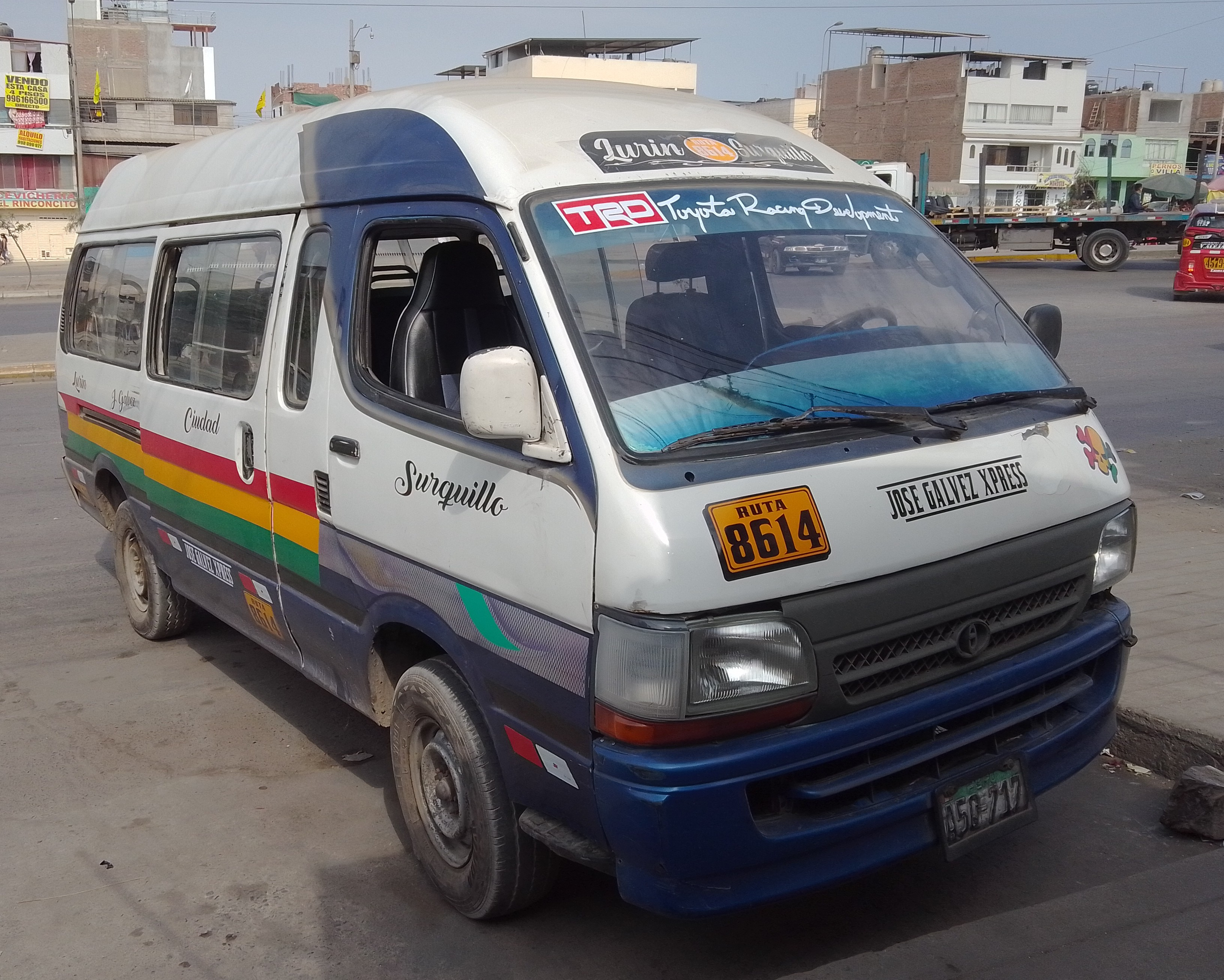
Un Toyota Hiace H100 de la ruta 8614. Estas unidades son predominantes en el transporte de pasajeros en el distrito de Lurín y aledaños.

Actualmente, los tipos de vehículos en su mayoría que conforman la flota vehicular de rutas de transporte público son autobuses entre 9 a 12 metros de longitud, entre las marcas más comunes figuran Modasa, Comil, Caio y Marcopolo, King Long, Yutong, Tatsa, Apple Bus, Iveco, Patty, Higer, Innovabus, Mercedes-Benz, Si Global, Clave 7, Metalbus, Golden Dragon, entre otros. Algunas líneas de autobuses aún conservan antiguos buses de la década de los noventa de marcas Asia, Hyundai y Busscar. Estos últimos tipos de transporte mencionados han ido mermando en cantidades gracias a las ordenanzas que impiden que circulen vehículos con más de 20 años de antigüedad y los bonos de chatarreo que organiza la Municipalidad de Lima. Esto es el principal medio de transporte público de la ciudad de Lima con el 41% de los vehículos de transporte. Lima, asimismo, es la ciudad latinoamericana con mayor número de vehículos públicos con casi 25 por cada mil habitantes.

## Paradas
Salvo en vías troncales y metropolitanas, no hay suficientes paradas de autobús en el transporte público tradicional. Haciendo que algunas unidades recojan y dejen pasajeros en cualquier lugar a lo largo de su ruta en vías pequeñas o de menor tránsito. En ciertos distritos se supervisan que los conductores respeten el orden de los paraderos. Algunas empresas también establecen sus paraderos, pero estos no son necesariamente oficiales, según la Autoridad de Transporte Urbano (ATU), pues esta entidad solo autoriza los recorridos, considerando todas las paradas o paraderos disponibles en el itinerario de la ruta. Solamente los corredores complementarios y el Metropolitano tienen paradas establecidas por la ATU.

## Tarifas
Cada empresa de transporte tiene su tarifario de acuerdo a su recorrido. A diferencia de los sistemas administrados por el Estado (Metropolitano, Metro de Lima y Callao, Corredores Complementarios) o en otros países (por ejemplo, la Red Metropolitana de Movilidad de Santiago de Chile o el modelo europeo) en donde se viaja en el transporte convencional con una tarifa única sin importar la distancia de recorrido, aunque en ocasiones se integran los viajes mediante transbordos, la tarifa del transporte convencional de Lima y Callao es libre y se rige según la distancia recorrida, mediante acuerdo entre el usuario y el cobrador/operario, según el tarifario dispuesto, y en ocasiones (exceptuando rutas informales) usando el beneficio del pasaje escolar, el medio pasaje de educación superior y la tarifa gratuita de discapacidad (en los dos últimos presentando el carné respectivo). Desde 2020, por motivo de la pandemia de la COVID-19, la tarifa mínima en la mayoría de las empresas es de S/1 (un sol), y pueden llegar (según la longitud del recorrido) a costar hasta S/9. 

## Boletos
Cada empresa de transporte, a través de los cobradores de bus, otorga a los pasajeros un boleto (distinto según el tramo que se va a transportar el pasajero) que indica generalmente el nombre de la empresa, su código RUC, la dirección fiscal, su código de ruta, el tipo de pasaje, su precio, el número del Seguro y algunos datos adicionales.[cita requerida]
Los inspectores o controladores revisan y comprueban que los pasajeros tienen su boleto, para asegurar que pagaron por el trayecto. La mayoría de las empresas tienen ese sistema, pero algunas están migrando al boleto electrónico o "ticket". En las rutas concesionadas por el Grupo Express del Perú S.A.C. (rutas 8104, IM18 y 1503) se utilizaban boletos de transbordo entre estas rutas, hecho que actualmente ya no se realiza.

## Seudónimos o alias
Algunas rutas más antiguas se pueden definir por su numeración antigua o código hasta principios de la década de 1990. Antes de ese año, existían los comités, líneas y rutas de microbuses (estos son diferentes a las rutas actuales) privados y también los Estatales. El número de ruta anterior generalmente se muestra prominentemente en el lado del "pasajero" de la ventana delantera, como una referencia hacia atrás. Muchas rutas recientes, carecen de este número de seudónimo, ya que no son bien conocidas para la gente porque son recientes. Los números de ruta antiguos conocidos (a partir de 2007) son: La 2 (ruta 9504), la 8 (ruta 3810), la 9 (ruta 8403), la 23 (rutas 8519; 8520 y 3806), la 31 (ruta 3707), la 48 (ruta 3612), la 71 (ruta 4908), la 91 (rutas 4405 y 4703), la 94 (ruta 3906), la 104 (ruta 3509), la 129 (rutas 4902 y IM24) entre otras.
Si una empresa tiene muchas rutas (generalmente superpuestas en el centro de la ruta), estas se pueden diferenciarse por letras. En el caso de la empresa de Transportes y Servicios Santa Catalina S.A. que cuenta con tres rutas y con seudónimos de: 23A, 23B y 23 C. La 23A (ruta 8520) va desde Villa el Salvador hasta el Centro de Lima, la 23B (ruta 8519) va desde Villa María del Triunfo hasta el Centro de Lima y la 23C (ruta 3806) que va de San Juan de Lurigancho hasta Villa María del Triunfo

## Nomenclatura o sistemas de códigos
La Municipalidad Metropolitana de Lima establece unos códigos de ruta, con determinadas nomenclaturas para saber dónde es el distrito de recorrido inicial o final de una ruta. Este sistema de códigos es producto de la ordenanza 1876, en el que se cambió el sistema de códigos de rutas que se veía desde los años 90 a estas nuevas.
1. El primer dígito corresponde a la "zona inicial de itinerario".
2. El segundo dígito corresponde a la "zona final de itinerario".
3. El tercer y cuarto dígito indican el orden correlativo de ruta, lo que indica el número de orden que ocupa la ruta analizada según ese itinerario.

Los dos primeros dígitos son números de 1 al 9. Estos representan a un sector de Lima Metropolitana, tales como:
1. Extremo Norte: Puente Piedra, Ancón, Carabayllo, Comas y Santa Rosa.
2. Norte: Los Olivos, San Martín de Porres, Independencia y el Rímac.
3. Noreste: San Juan de Lurigancho y El Agustino.
4. Este: Ate, Santa Anita, Lurigancho-Chosica, Chaclacayo, La Molina, Cieneguilla y Huaycán.
5. Centro y Suroeste: Breña, Lima Cercado, Jesús María, San Miguel, Pueblo Libre y Magdalena del Mar.
6. Centro Sur: La Victoria, San Isidro, San Luis, Miraflores, San Borja y Lince.
7. Sur: Barranco, Santiago de Surco, Surquillo, San Juan de Miraflores y Chorrillos.
8. Extremo Sur: Pachacámac, Villa El Salvador, Villa María del Triunfo, Lurín, Punta Negra, Punta Hermosa, San Bartolo, Santa María del Mar y Pucusana.
9. Provincia del Callao: Ventanilla, Mi Perú, Carmen de La Legua-Reynoso, Callao Cercado, Bellavista, La Punta y La Perla.

Los dos números restantes se refiere al orden de licitación de las rutas, como los códigos antiguos.
Las rutas que circulan totalmente o en parte en el Callao, llevan como códigos unas nomenclaturas especiales que son otorgadas por la Municipalidad Provincial del Callao, como IOxx, IMxx, ICRxx, IPCxx, UCLxx, OMxx o CRxx, siendo "xx" el número de orden de licitación. Esto sustituye a las nomenclaturas otorgadas por la Municipalidad Metropolitana de Lima. Esto también depende de la empresa concesionaria de la ruta, quien solicita primero la autorización a la Municipalidad del Callao antes que la de Lima. Sin embargo, existen bifurcaciones en los códigos otorgados por Callao y Lima, hecho que, para evitar confusiones en los municipios de ambas provincias, se acordó añadir la terminación "A" en mayúscula para las rutas de Interconexión de Lima y la terminación "B" en mayúscula para las rutas de Interconexión del Callao. Este cambio de códigos se hizo efectivo en ambos municipios, especialmente en el de Lima.

## Distritos involucrados
Los distritos involucrados en el transporte público son de la provincia de Lima, Callao, Huarochirí, Cañete y Canta.[cita requerida]
- Provincia de Lima: Ancón, Ate, Barranco, Breña, Carabayllo, Chaclacayo, Chorrillos, Cieneguilla, Comas, El Agustino, Huaycán, Independencia, Jesús María, La Molina, La Victoria, Lima, Lince, Los Olivos, Lurigancho-Chosica, Lurín, Magdalena del Mar, Miraflores, Pachacámac, Pucusana, Pueblo Libre, Puente Piedra, Punta Hermosa, Punta Negra, Rímac, San Bartolo, San Borja, San Isidro, San Juan de Lurigancho, San Juan de Miraflores, San Luis, San Martín de Porres, San Miguel, Santa Anita, Santa María del Mar, Santa Rosa, Santiago de Surco, Surquillo, Villa El Salvador, Villa María del Triunfo.
- Provincia Constitucional del Callao: Bellavista, Callao Cercado, Carmen de La Legua-Reynoso, La Perla, La Punta, Ventanilla, Mi Perú
- Provincia de Huarochirí (esto incluye las reivindicaciones territoriales que hace el distrito de San Antonio de Chaclla sobre los anexos 8 y 22 de Jicamarca): Antioquía, Callahuanca, Carampoma, Chicla, Cuenca, Huachupampa, Lahuaytambo, Langa, Mariatana, Matucana, Ricardo Palma, San Andrés de Tupicocha, San Antonio de Chaclla, San Bartolomé, San Damián, San Juan de Iris, San Mateo, San Mateo de Otao, San Pedro de Casta, Santa Cruz de Cocachacra, Santa Eulalia, Santiago de Tuna y Surco
- Provincia de Cañete: Chilca.
- Provincia de Canta: Santa Rosa de Quives.